# Kubofuturyzm
Kubofuturyzm – awangardowy kierunek w sztuce współczesnej łączący w sobie elementy kubizmu i futuryzmu.
Niektórzy malarze i pisarze tworzący w tym nurcie to: Władimir Majakowski, Dawid Burluk, Wielimir Chlebnikow, Natalia Gonczarowa, Michaił Łarionow.
Pierwszą zbiorową manifestacją kubofuturystów była książka Sadzawka Sędziów wydrukowana na papierze toaletowym w 1909 roku; zaś pierwszy ich manifest to artykuł pt. Policzek powszechnemu smakowi. W nurt kubofuturyzmu wpisywała się działalność grupy Hylaea.